# Мови Болгарії
Офіційна мова країни Болгарія — болгарська. За опитом 2001 року, її, а також англійську, використовують 84.5 % населення. Найбільша з мовних меншин говорить турецькою (9.6 % населення) і ромською (4.1 %).

## Перепис 2001
Перепис 2001 року визначає етнічну групу як «спільноту людей, пов'язаних між собою мовою, способом життя і культурою». А рідна мова − це «мова, яка використовується для повсякденного спілкування в побуті».
| Рідна мова | За етнічною групою | Доля    | За першою мовою | Доля    |
| ---------- | ------------------ | ------- | --------------- | ------- |
| болгарська | 6,655,210          | 83.93 % | 6,997,000       | 88.46 % |
| турецька   | 746,660            | 9.42 %  | 663,000         | 8.62 %  |
| ромська    | 370,910            | 4.67 %  | 128,000         | 1.13 %  |
| Інші       | 69,000             | 0.87 %  | 71,000          | 0.89 %  |
| Загалом    | 7,928,900          | 100 %   | 7,928,900       | 100 %   |

## Перепис 2011

Етнічна мапа Болгарії (перепис 2011)

Під час перепису населення 2011 року на необов'язкове запитання про рідну мову відповіли 6640000 респондентів, або трохи більше 90% від загальної кількості населення. Більшість з 9,8%, що не вказали рідну мову, були серед молоді.
| Рідна мова                           | Кількість мовців | Відсоток респондентів |
| ------------------------------------ | ---------------- | --------------------- |
| Болгарська                           | 5,659,024        | 85.20%                |
| Турецька                             | 605,802          | 9.12%                 |
| Циганська                            | 281,217          | 4.23%                 |
| Російська                            | 15,808           | 0.24%                 |
| Вірменська                           | 5,615            | 0.08%                 |
| Румунська                            | 5,523            | 0.08%                 |
| Грецька                              | 3,224            | 0.05%                 |
| "Волоська" (арумунська та румунська) | 1,826            | 0.03%                 |
| Українська                           | 1,755            | 0.03%                 |
| Македонська                          | 1,404            | 0.02%                 |
| Арабська                             | 1,397            | 0.02%                 |
| Кримськотатарська                    | 1,372            | 0.02%                 |
| Інші                                 | 10,623           | 0.16%                 |
| Не вказали                           | 47,564           | 0.72%                 |
| Усього відповідей                    | 6,642,154        | 100%                  |
| Населення                            | 7,364,570        |                       |

| Етнічна група | Доля (у %) населення | Рідна мова | Рідна мова | Рідна мова | Рідна мова | Рідна мова | Рідна мова |
| Етнічна група | Доля (у %) населення | болгарська | турецька   | циганська  | румунська  | російська  | українська |
| болгари       | 85,2                 | 99,4       | 0,3        | 0,1        | 0,01       | 0,07       | 0,005      |
| турки         | 9,1                  | 3,2        | 96,6       | —          | —          | 0,002      | —          |
| цигани        | 4.2                  | 7,5        | 6,7        | 85,0       | 0,6        | 0,005      | —          |
| росіяни       | 0,23                 | 1,9        | 0,08       | —          | —          | 96,8       | 0,2        |
| українці      | 0,03                 | 1,9        | —          | —          | —          | 24,3       | 72,5       |

## Болгарська
Болгарська є єдиною офіційною мовою країни. Вона використовується на всіх рівнях життя абсолютною більшістю населення. Це індоєвропейська мова, член слов'янської мовної групи. Найближчою до неї є македонська мова, а відмінності між цими мовами носять діалектичний характер. Болгарська мова є кириличною, кирилиця також використовується в багатьох слов'янських мовах, наприклад, в українській або сербській. 

## Мовні меншості
Турецька
Турки є найбільшою національною меншістю країни. Вони пішли від тюркських поселенців, які прибули з Анатолії через Дарданелли і Босфорську протоку разом з розповсюдженням Османської імперії наприкінці 14-го і на початку 15-го століть. Болгари приймають іслам разом з початком турецького правління.
Ромська
Роми — друга за величиною етнічна меншина Болгарії. Це нащадки людей, що емігрували сюди з Індії через Дарданелли і Босфор у кінці 13-го століття.

## Іноземні мови
Згідно з дослідженням Eurobarometer в 2005 році, російська на той час була найуживанішою іноземною мовою Болгарії (35 % опитаних вказали, що володіють нею на базовому рівні), далі йшла англійська (23 %), італійська та іспанська (по 12 %) і французька мови (9 %).

У 2012 році, згідно новому дослідженню Eurobarometer, ситуація змінилася: 25 % респондентів заявило, що англійською вони володіють на базовому рівні, і тільки 23 % вказали знання російської (це значення зменшилось на 12 %). Старше населення Болгарії, що вивчало російську в школі, не має досить практики спілкування, тому поступово її забуває. 
На питання «які дві іноземні мови були б найперспективнішими для вивчення в майбутньому» 90 % відповіли, що це англійська і 36 % проголосували за німецьку. Російську перспективною вважають 14 % респондентів. 

## Зовнішні ресурси
- Мовна ситуація в Болгарії [Архівовано 28 квітня 2002 у Wayback Machine.] (French)